# Wladimir Alexejewitsch Wassin
Wladimir Alexejewitsch Wassin (russisch Владимир Алексеевич Васин; * 9. Januar 1947 in Moskau) ist ein ehemaliger sowjetischer Wasserspringer und späterer Sportfunktionär. Er wurde im Jahr 1972 erster sowjetischer Olympiasieger im Wasserspringen.
Wassin nahm an insgesamt drei Olympischen Spielen teil, erstmals im Alter von 17 Jahren 1964 in Tokio, wo er vom 3-m-Brett das Finale erreichte und Achter wurde. Bei den Olympischen Spielen 1968 in Mexiko-Stadt trat Wassin im Kunst- und Turmspringen an. Er erreichte in beiden Wettbewerben das Finale, vom 3-m-Brett wurde er Elfter, vom 10-m-Turm Zehnter. Bei der Europameisterschaft 1970 in Barcelona gewann Wassin seine erste internationale Medaille, vom 3-m-Brett errang er die Bronzemedaille. Den Höhepunkt seiner Karriere erlebte Wassin bei den Olympischen Spielen 1972 in München. Vom 3-m-Brett gewann er überraschend vor Franco Cagnotto und Craig Lincoln die Goldmedaille und wurde damit erster sowjetischer Olympiasieger im Wasserspringen. Wassin beendete damit die Dominanz US-amerikanischer Athleten im Kunstspringen, die zuvor über 50 Jahre in den olympischen Wettkämpfen vom 3-m-Brett unbesiegt blieben. Nach diesem Erfolg startete Wassin nur noch einmal bei internationalen Titelkämpfen. Bei der Weltmeisterschaft 1973 in Belgrad erreichte er als Sechster vom 3-m-Brett seine beste WM-Platzierung. Im Anschluss beendete er seine aktive Karriere.
Wassin gewann zwischen 1969 und 1972 drei Titel bei nationalen Meisterschaften. Im Jahr 1991 wurde er in die Ruhmeshalle des Wasserspringens aufgenommen.
Nach seiner aktiven Karriere engagierte sich Wassin zunächst bei der Fédération Internationale de Natation (FINA), wo er Vorsitzender der Technischen Kommission war. Von 1989 bis 1992 war er Präsident des Allrussischen Nationalen Olympischen Komitees, seit 2005 ist er Vizepräsident des Olimpijski komitet Rossii. Zwischen 2006 und 2010 war er zudem bei drei Olympischen Spielen Leiter der russischen Delegation.
Wassin hat an der Lomonossow-Universität in Moskau ein Studium der Wirtschaftswissenschaften abgeschlossen.